# Marin Constantin
Marin Constantin (27 de fevereiro de 1925 - 1 de janeiro de 2011) foi um premiado músico, maestro e compositor romeno.